# سالواتوره ماسترونونزیو
سالواتوره ماسترونونزیو (انگلیسی: Salvatore Mastronunzio؛ زادهٔ ۵ سپتامبر ۱۹۷۹) بازیکن فوتبال اهل ایتالیا است.
از باشگاه‌هایی که در آن بازی کرده‌است می‌توان به باشگاه فوتبال اسپتزیا، باشگاه فوتبال آسکولی، باشگاه فوتبال فوجا، باشگاه فوتبال فروزینونه، باشگاه فوتبال آنکونا، باشگاه فوتبال روبور سیه‌نا، و باشگاه فوتبال امپولی اشاره کرد.
وی همچنین در تیم ملی فوتبال زیر ۱۷ سال ایتالیا بازی کرده‌است.